# لویی گالاواردان
لویی گالاواردان (فرانسوی: Louis Gallavardin‎؛ ‏ ۲۰ اوت ۱۸۷۵ – ۲ دسامبر ۱۹۵۷) پزشک متخصص قلب و عروق اهل فرانسه بود که بابت نشانه گالاواردان شناخته می‌شود. وی مقالاتی دربارهٔ آریتمی قلب، تاکی‌کاردی بطنی، تنگی دریچه آئورت غیر روماتیسمی و سنکوپ نوشت.
او در زمانی که لویی آنری واکه بر پزشکی قلب و عروق فرانسه سیطره داشت، یک مکتب مستقل کاردیولوژی را در لیون بنیان نهاد.